# Сухо (Добє)
Сухо (словен. Suho) — поселення в общині Добє, Савинський регіон, Словенія. Висота над рівнем моря: 533 м.